# Wichelnförth
Wichelnförth ist ein Wohnplatz von Groß Oesingen, einer Gemeinde im Landkreis Gifhorn in Niedersachsen.
Durch Wichelnförth verläuft die Bundesstraße 4, die in nördlicher Richtung nach Groß Oesingen und in südlicher Richtung nach Gifhorn führt. An der Bundesstraße 4 befand sich auch das Gasthaus „Wichelnförth“, zuletzt als Rasthaus „Wichelnförth“ bezeichnet. Die Kreisstraße 100 verläuft im Norden von Wichelnförth über Pollhöfen bis nach Ummern. Linienbusse fahren von Wichelnförth bis nach Groß Oesingen, Steinhorst, Ummern, Wahrenholz und Wesendorf. Einkaufsmöglichkeiten des täglichen Bedarfs und Gastronomie sind in Wichelnförth nicht vorhanden.

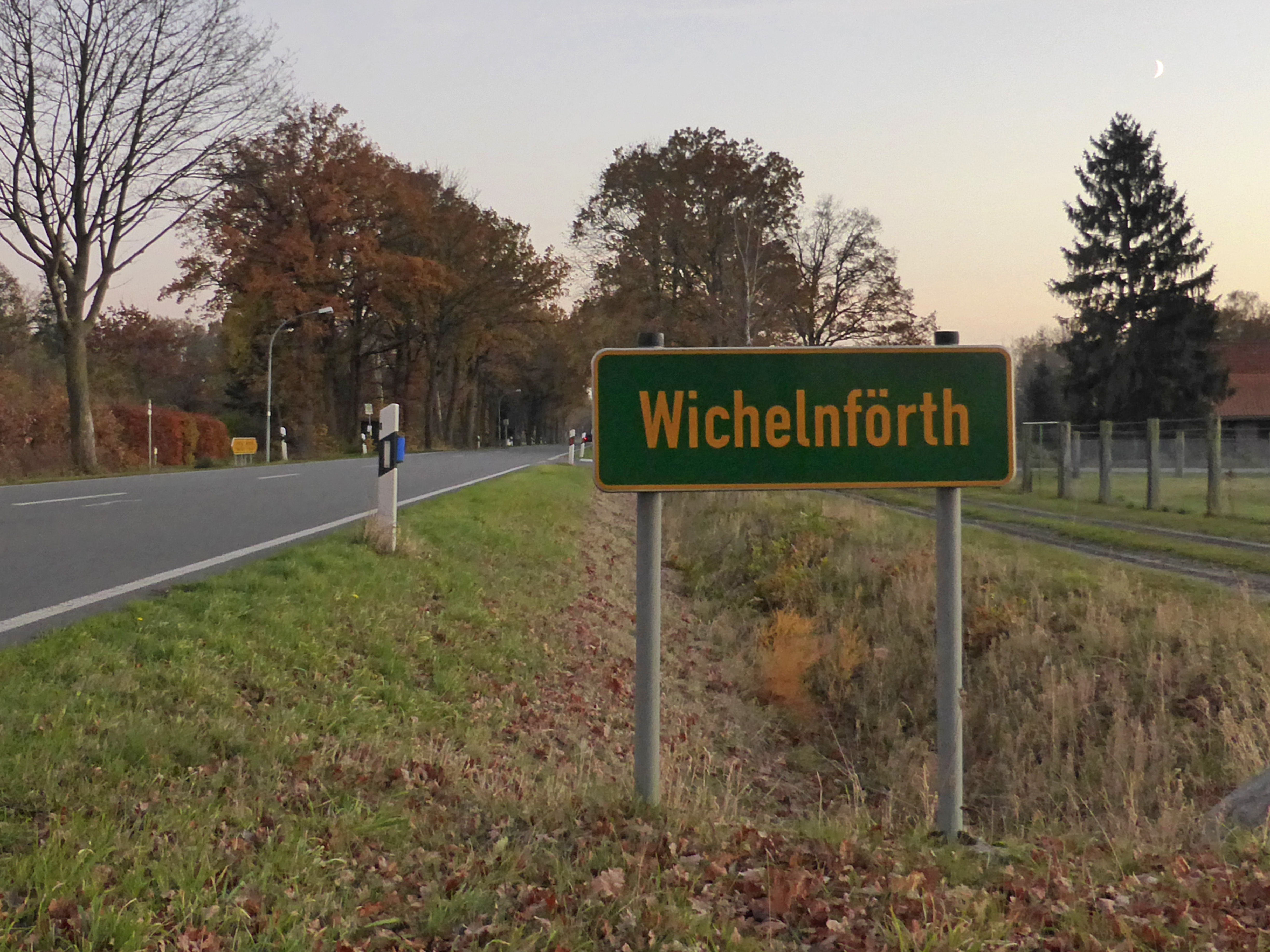
Ortseingang mit B 4
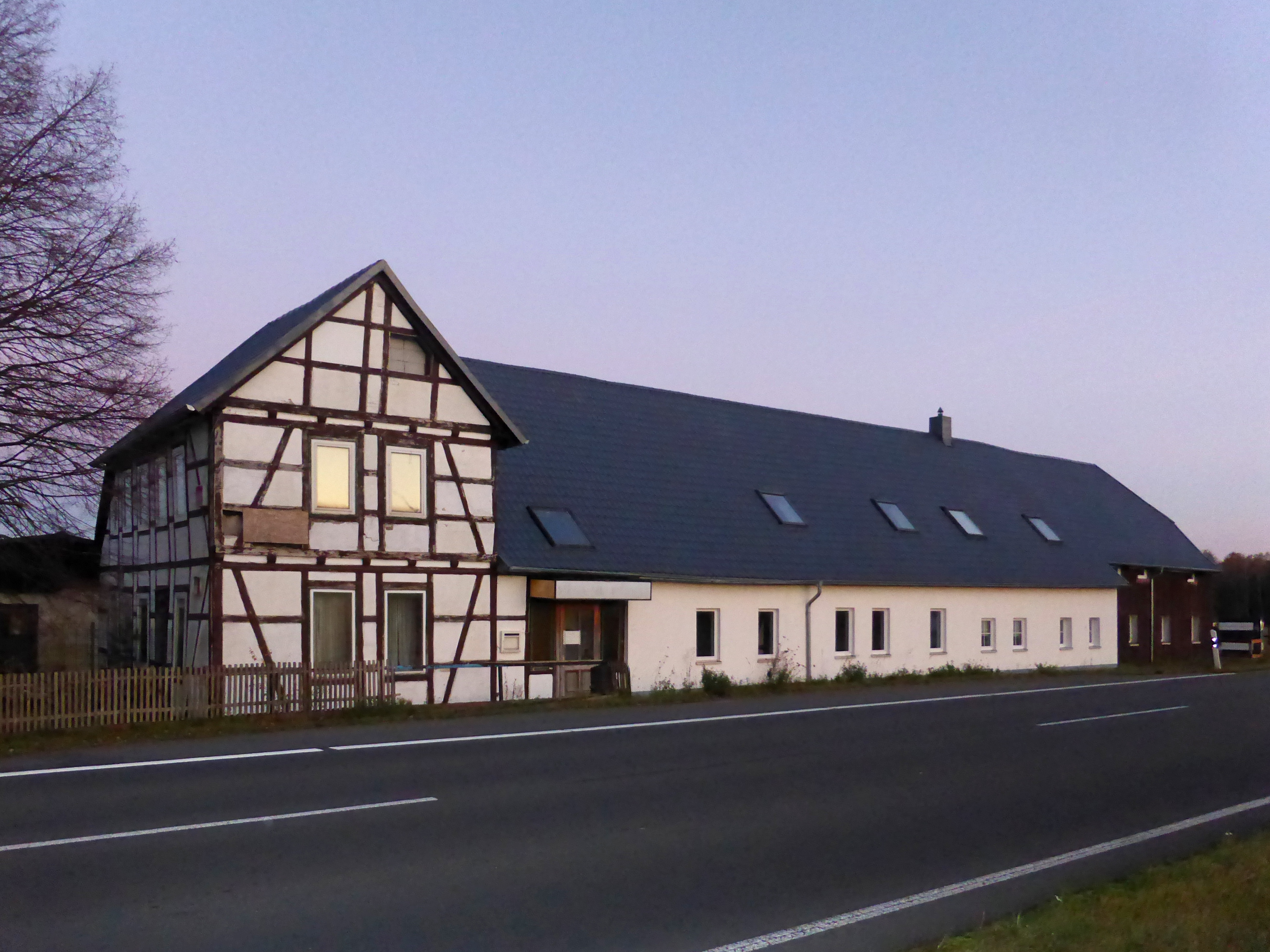
Ehemaliges Rasthaus „Wichelnförth“ mit B 4